# Corybas ridleyanus
Corybas ridleyanus är en orkidéart som beskrevs av Rudolf Schlechter. Corybas ridleyanus ingår i släktet Corybas, och familjen orkidéer. Inga underarter finns listade i Catalogue of Life.